# Sugarland
Sugarland ist ein US-amerikanisches New-Country-Duo aus Atlanta.

## Bandgeschichte
Sugarland wurde 2003 von Kristen Hall, Jennifer Nettles und Kristian Bush gegründet; Hall verließ die Band 2006. Die Gruppe ist in den USA auch außerhalb der Countrycharts erfolgreich. So spielten sie unter anderem Liveshows mit Beyoncé, Lady Gaga und Bon Jovi. Der Bon-Jovi-Hit Who Says You Can’t Go Home wurde in den USA auch in einer Version als Duett von Jon Bon Jovi und Jennifer Nettles veröffentlicht.
Mit ihrem Debütalbum Twice the Speed of Life erreichten Sugarland 2004 Platz 16 der Billboard Top 200, das zweite Album Enjoy the Ride brachte ihnen zwei Jahre später schon Platz 4 ein. 2008, nur noch als Duo, schafften sie mit Love on the Inside den Sprung an die Spitze der US-Albumcharts. Ein Jahr später konnten sie dasselbe mit der Live-Version des Albums Live on the Inside wiederholen.
2009 gewann Sugarland Grammys in den Kategorien Best Country Performance by a Duo or Group (Stay) und Best Country Song (Stay).
Am 13. August 2011 brach kurz vor einem Auftritt von Sugarland beim Indiana State Fair in Indianapolis die Bühnenkonstruktion durch ein Unwetter zusammen. Dabei wurden sieben Menschen getötet und 43 verletzt.

## Diskografie

### Studioalben
| Jahr | Titel                   | Höchstplatzierung, Gesamtwochen, AuszeichnungChartplatzierungen (Jahr, Titel, Platzierungen, Wochen, Auszeichnungen, Anmerkungen) | Höchstplatzierung, Gesamtwochen, AuszeichnungChartplatzierungen (Jahr, Titel, Platzierungen, Wochen, Auszeichnungen, Anmerkungen) | Höchstplatzierung, Gesamtwochen, AuszeichnungChartplatzierungen (Jahr, Titel, Platzierungen, Wochen, Auszeichnungen, Anmerkungen) | Anmerkungen                            |
| Jahr | Titel                   | UK | US | Country | Anmerkungen                            |
| ---- | ----------------------- | --- | --- | --- | -------------------------------------- |
| 2005 | Twice the Speed of Life | — | US16 ×3Dreifachplatin · (92 Wo.)US                                                                                                | Country3 (104 Wo.)Country | Erstveröffentlichung: 26. Oktober 2004 |
| 2006 | Enjoy the Ride          | — | US4 ×3Dreifachplatin · (102 Wo.)US                                                                                                | Country2 (99 Wo.)Country | Erstveröffentlichung: 7. November 2006 |
| 2008 | Love on the Inside      | — | US1 ×2Doppelplatin · (110 Wo.)US                                                                                                  | Country1 (76 Wo.)Country | Erstveröffentlichung: 22. Juli 2008    |
| 2009 | Gold and Green          | — | US24 (18 Wo.)US | Country3 (12 Wo.)Country | Erstveröffentlichung: 13. Oktober 2009 |
| 2010 | The Incredible Machine  | UK43 (3 Wo.)UK | US1 Platin · (50 Wo.)US | Country1 (78 Wo.)Country | Erstveröffentlichung: 19. Oktober 2010 |
| 2018 | Bigger                  | — | US11 (5 Wo.)US | Country2 (9 Wo.)Country | Erstveröffentlichung: 8. Juni 2018     |

### Livealben
| Jahr | Titel              | Höchstplatzierung, Gesamtwochen, AuszeichnungChartplatzierungen (Jahr, Titel, Platzierungen, Wochen, Auszeichnungen, Anmerkungen) | Höchstplatzierung, Gesamtwochen, AuszeichnungChartplatzierungen (Jahr, Titel, Platzierungen, Wochen, Auszeichnungen, Anmerkungen) | Anmerkungen                          |
| Jahr | Titel              | US | Country | Anmerkungen                          |
| ---- | ------------------ | --- | --- | ------------------------------------ |
| 2009 | Live on the Inside | US1 (16 Wo.)US | Country1 (45 Wo.)Country | Erstveröffentlichung: 4. August 2009 |

### Singles
| Jahr | Titel Album                                                 | Höchstplatzierung, Gesamtwochen, AuszeichnungChartplatzierungen (Jahr, Titel, Album, Platzierungen, Wochen, Auszeichnungen, Anmerkungen) | Höchstplatzierung, Gesamtwochen, AuszeichnungChartplatzierungen (Jahr, Titel, Album, Platzierungen, Wochen, Auszeichnungen, Anmerkungen) | Höchstplatzierung, Gesamtwochen, AuszeichnungChartplatzierungen (Jahr, Titel, Album, Platzierungen, Wochen, Auszeichnungen, Anmerkungen) | Anmerkungen                                               |
| Jahr | Titel Album                                                 | UK | US | Country | Anmerkungen                                               |
| --- | ----------------------------------------------------------- | --- | --- | --- | --------------------------------------------------------- |
| 2004 | Baby Girl Twice the Speed of Life                           | — | US38 Gold · (20 Wo.)US | Country2 (46 Wo.)Country | Erstveröffentlichung: 12. Juli 2004                       |
| 2005 | Something More Twice the Speed of Life                      | — | US35 Gold · (20 Wo.)US | Country2 (25 Wo.)Country | Erstveröffentlichung: 11. April 2005                      |
| 2005 | Just Might (Make Me Believe) Twice the Speed of Life        | — | US60 Gold · (16 Wo.)US | Country7 (26 Wo.)Country | Erstveröffentlichung: 19. September 2005                  |
| 2006 | Down in Mississippi (Up to No Good) Twice the Speed of Life | — | — | Country17 (20 Wo.)Country | Erstveröffentlichung: 13. März 2006                       |
| 2006 | Want To Enjoy the Ride                                      | — | US32 Gold · (16 Wo.)US | Country1 (25 Wo.)Country | Erstveröffentlichung: 21. August 2006                     |
| 2007 | Settlin’ Enjoy the Ride                                     | — | US54 Gold · (15 Wo.)US | Country1 (21 Wo.)Country | Erstveröffentlichung: 1. Januar 2007                      |
| 2007 | Everyday America Enjoy the Ride                             | — | US68 (10 Wo.)US | Country9 (20 Wo.)Country | Erstveröffentlichung: 21. Mai 2007                        |
| 2007 | Stay Enjoy the Ride                                         | — | US32 Platin · (20 Wo.)US | Country2 (20 Wo.)Country | Erstveröffentlichung: 10. September 2007                  |
| 2008 | All I Want to Do Love on the Inside                         | — | US18 Platin · (16 Wo.)US | Country1 (20 Wo.)Country | Erstveröffentlichung: 19. Mai 2008                        |
| 2008 | Already Gone Love on the Inside                             | — | US41 (19 Wo.)US | Country1 (21 Wo.)Country | Erstveröffentlichung: 8. September 2008                   |
| 2009 | It Happens Love on the Inside                               | — | US33 Gold · (20 Wo.)US | Country1 (17 Wo.)Country | Erstveröffentlichung: 9. Februar 2009                     |
| 2009 | Joey Love on the Inside                                     | — | US89 (3 Wo.)US | Country17 (14 Wo.)Country | Erstveröffentlichung: 6. Juli 2009                        |
| 2010 | Stuck Like Glue The Incredible Machine                      | UK74 (2 Wo.)UK | US17 ×2Doppelplatin · (24 Wo.)US | Country2 (18 Wo.)Country | Erstveröffentlichung: 26. Juli 2010                       |
| 2010 | Little Miss The Incredible Machine                          | — | US71 (14 Wo.)US | Country11 (21 Wo.)Country | Erstveröffentlichung: 15. November 2010                   |
| 2011 | Tonight The Incredible Machine                              | — | — | Country32 (9 Wo.)Country | Erstveröffentlichung: 11. April 2011                      |
| 2011 | Run Modern Love                                             | — | US53 Gold · (1 Wo.)US | Country60 (3 Wo.)Country | Erstveröffentlichung: 2011 Matt Nathanson feat. Sugarland |
| 2017 | Still the Same Bigger                                       | — | — | Country35 (4 Wo.)Country | Erstveröffentlichung: 21. Dezember 2017                   |
| 2018 | Babe Bigger                                                 | — | US72 Gold · (2 Wo.)US | Country8 (29 Wo.)Country | Erstveröffentlichung: 20. April 2018 feat. Taylor Swift   |
| Folgende Lieder erschienen nicht als Single, wurden aber durch das Album zum Download und Streaming bereitgestellt und konnten somit eine Platzierung erlangen: |                                                             | | | |                                                           |
| |                                                             | | | |                                                           |
| 2005 | Stand Back Up Twice the Speed of Life                       | — | — | Country47 (4 Wo.)Country |                                                           |
| 2007 | Winter Wonderland Enjoy the Ride/Gold and Green             | — | — | Country50 (3 Wo.)Country |                                                           |
| 2007 | Nuttin’ for Christmas Enjoy the Ride/Gold and Green         | — | — | Country48 (2 Wo.)Country |                                                           |
| 2008 | Life in a Northern Town Love on the Inside                  | — | US43 Gold · (3 Wo.)US | Country28 (20 Wo.)Country | feat. Little Big Town & Jake Owen                         |
| 2010 | Gold and Green                                              | — | — | Country60 (1 Wo.)Country |                                                           |

## Auszeichnungen für Musikverkäufe
| Goldene Schallplatte - Kanada - 2006: für das Album Twice the Speed of Life - 2008: für das Album Love on the Inside |

Anmerkung: Auszeichnungen in Ländern aus den Charttabellen bzw. Chartboxen sind in ebendiesen zu finden.
| Land/RegionAuszeichnungen für Musikverkäufe (Land/Region, Auszeichnungen, Verkäufe, Quellen) | Gold       | Platin       | Verkäufe   | Quellen         |
| -------------------------------------------------------------------------------------------- | ---------- | ------------ | ---------- | --------------- |
| Kanada (MC)                                                                                  | 2× Gold2   | —            | 100.000    | musiccanada.com |
| Vereinigte Staaten (RIAA)                                                                    | 9× Gold9   | 13× Platin13 | 17.500.000 | riaa.com        |
| Insgesamt                                                                                    | 11× Gold11 | 13× Platin13 |            |                 |